# Yassine Balbzioui
Yassine Balbzioui (El Kelâa Des Sraghna, 5 luglio 1972) è un artista marocchino.

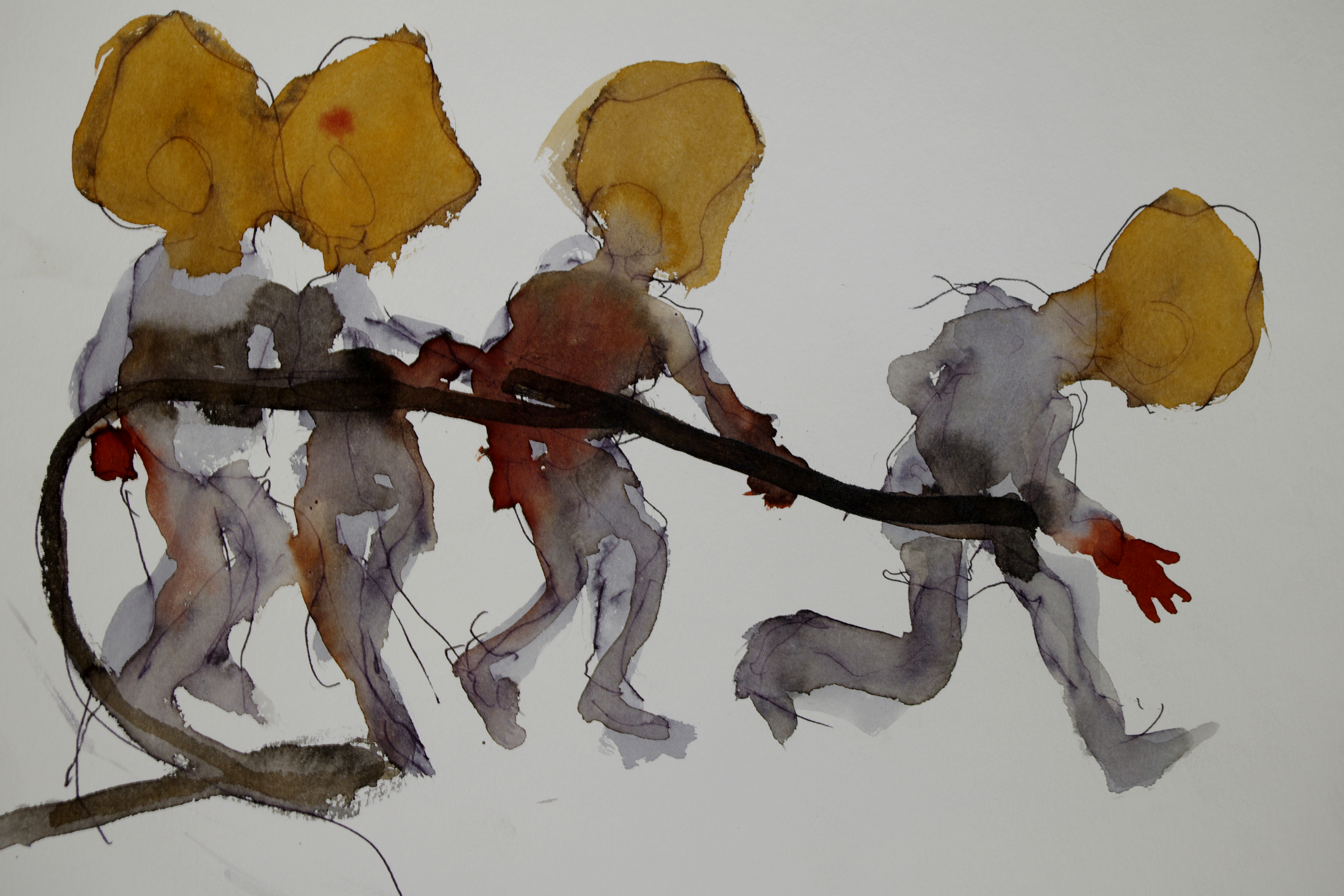
Yassine Balbzioui

Artista marocchino interessato a molteplici discipline, Balbzioui ha esposto presso il Museo Internazionale delle Donne di San Francisco, il Museo Nazionale del Mali di Bamako nell'ambito della "Biennale Danse l'Afrique Danse", nonché presso Dak'Art Off nel 2010. Attualmente, vive tra Bordeaux e Parigi.

## Biografia
La formazione artistica di Yassine Balbzioui rispecchia i suoi molteplici interessi:dal 1992 al 1996 frequenta la Scuola di Belle Arti di Casablanca, in Marocco, dal 1996 al 2001 presso la Scuola di Belle Arti di Bordeaux, in Francia e infine nel 2002 presso l'Università California (UC) Berkeley, dove ha intrapreso uno studio sulla cinematografia.

## Mostre personali
2012
- Parade - Von dort bis hier, Galerie Listros, Berlin, Germany.

2011
- Yassine Balbzioui, Espace 29, Bordeaux, France.
- The fish inside me, Orangerie du Château de la Louvière, Montluçon, France.

## Mostre collettive
2012
- "Museos y Modernidaden tránsito", Museo de América, Madrid, Spain.

2011
- "Let's circus", Piccola Scuola di Circo di via Messina, Milan, Italie.

2010
- Africa light, Musée national du Mali,
- "Biennale Danse l'Afrique danse", Bamako, Mali.
- "Rencontres" exposition au 6B, Saint-Denis, France.
- Argonne, L'Agence créative, Bordeaux.
- Monasilah, Assilah, Maroc.
- Africa light, CCBS, Dak'art Off, Sénégal.
- Africa light, MC2a-Porte 44, Bordeaux.
- Pépinière d'artiste, Hourtin, France.

2009
- Symposium international of painting, Zervas art, Patras, Grèce.

2008
- Biennale 2D à la Morue Noire dans le cadre de Novart, Bègles, France.
- "Crise de foi", Faculté d'anthropologie, Bordeaux.

2007
- Musée international de la femme, San Francisco.

2004
- Centre culturel Reuilly Diderot, Paris.

2002
- Galerie «Liberta parking art contemporain», Bordeaux.

1999
- Carrefour international d'Architecture et Design, La Garde, France.
- Galerie « Städelschule » à Frankfort (Allemagne).
- CAPC, musée d'art contemporain de Bordeaux.

1998
- Casablanca dans le cadre du jumelage Bordeaux - Casablanca.

1997
- Performance à la galerie Dumont, Bordeaux.

## Conferenze e Workshop
2011
- Cherismus, Sardaigne.
- Ecoles Jacques Prévert à Montluçon et Paul Langevin à Domerat, France.
- Fresque, école Jacques Prévert, Montluçon, France.

2010
- Conservatoire des arts et métiers multimédias Balla Fasseke Kouyaté, Bamako, Mali.

avec le collectif d'artistes M'bartmi, Dakar, Sénégal.
- Journée nationale des réfugiés, Evreux, France.
- "Hiding couscous", Pépinière d'artistes, Hourtin, France.

## Premi e riconoscimenti
- Artist Residency, Cherimus, Perdaxius, Sardegna, Italia. (2011)
- Artist Residency, Shakers diffusion, Montluçon, Francia. (2010)
- Artist Residency, Pépinière d'artiste, Hourtin, Francia. (2010)
- Artist Residency, Open studio, Berlino Pankow, Germania. (2008)
- Artist Residency, Espace 29, Bordeaux, Francia. (2008)
- Artist Residency, Montrealisation cover, Open studio, Montréal, Canada. (2002)